# Afrikátní souhláska
Afrikáta (též poloražená souhláska) je v artikulační fonetice označení pro souhlásku kombinující plozivu (okluzivu) a frikativu. Zvuk, který při řeči vzniká prvotním krátkým závěrem (okluzí), bránícím proudění vzduchu. Vzápětí je závěr uvolněn (ploze) a plynule vzniká úžina (konstrikce), která je příčinou vzniku výrazného šumu při proudění vzduchu. Příkladem je neznělá postalveolární afrikáta [č], která se vyslovuje jako kombinace [t] a [š].

## Afrikáta vs. sekvence exploziva-frikativa
Afrikáty můžeme vnímat jako sekvenci explozivy (okluzivy) a frikativy s plynulým přechodem z jedné fáze do druhé. Proto se v IPA pro jejich zápis používá sekvence dvou znaků. Ve výslovnosti však jsme obvykle schopni rozlišit afrikátu od sekvence explozivy a frikativy (např. ve slově dětský při pečlivé výslovnosti). Vyslovíme-li tyto dvě hlásky odděleně, dochází u explozivy k výraznější plozi a většímu oddálení jazyka, následně pak k opět k těsnějšímu přiblížení (konstrikci) při artikulaci frikativy. U afrikáty je ploze méně slyšitelná, otevření závěru a jeho přechod v úžinu je plynulejší, šum vzniká již v okamžiku ploze.
Sekvence exploziva-frikativa se často (jako ve výše uvedeném příkladu) nacházejí na hranici slabik.